# HTML5
HTML5 е последният голям проект от HTML стандарта. Въпреки че стандартът е завършен (като версия, препоръчвана за използване) едва през 2014 г. (предишната, четвърта, версия е публикувана през далечната 1997 г.), още от 2013 г. той оперативно се поддържаше от браузърите, а разработчиците използваха работния стандарт (англ. HTML Living Standard). Както своите предшественици HTML 4.01 и XHTML 1.1, така и HTML5 е маркиращ език за създаване и предоставяне на съдържание в уеб пространството (World Wide Web).
HTML5 е смесица от много функции, въведени от различни спецификации, заедно с тези, въведени от софтуерни продукти, като уеб браузърите.
По-специално, HTML5 добавя много нови синтаксови функции. Те включват <video>, <audio> и <canvas> елементи, също така и интеграция на SVG съдържание, което е създадено да подобрява работата с мултимедийно и графично съдържание в уеб пространството без плъгини и техните APIs. Други нови елементи, като <section>, <article>, <header> и <nav> са създадени да подобрят семантичното богатство на документите. Други елементи са премахнати. Също така са въведени и нови атрибути. Някои елементи, като <a>, <cite> и <menu> са променени.

## История
WHATWG започва работа по спецификацията през юни 2004 г. под името „Уеб приложение 1.0“. По това време HTML 4.01 не е бил обновяван от 2001 г., а W3C (World Wide Web Consortium) се фокусира върху разработката на XHTML 2.0. През 2009 г. W3C позволява на групите, които работят по XHTML 2.0, да оставят проекта да излезе извън употреба и решават да не го подновяват. W3C и WHATWG работят взаимно върху HTML5. Редактор на HTML5 е Иан Хиксън от Google.
HTML5 спецификацията е пригодена като отправна точка от работата на новата HTML работна група от W3C през 2007 г. Тази група публикува първите чернови от тази спецификация през януари 2008 г. През септември 2012 г. W3C представи план за „стабилна версия“ на HTML5 Recommendation до края на 2014 г. и за спецификацията на HTML 5.1 Recommendation до края на 2016 г. От 28 октомври 2014 г. W3C официално препоръчва да се използва HTML5, а това значи, че стандартът е окончателно завършен и е готов за широка употреба.
Често HTML5 е сравняван с Adobe Flash, но двете технологии са напълно различни. И двете притежават функционалности за възпроизвеждане на звук и видео в уеб страници, както и употреба на SVG. От своя страна обаче, HTML5 не може да бъде използван самостоятелно за включване на анимации и интерактивност – изисква се допълнителна манипулация чрез CSS3 или JavaScript. Съществуват много функционалности на Flash, които нямат аналог в HTML5.
Въпреки че HTML5 е познат сред разработчиците от години, по-голям интерес към него се заражда през 2010 г. след откритото писмо на Стив Джобс, тогавашен изпълнителен директор на Apple Inc, на тема „Размисли за Flash“, в което той заключава, че „Flash вече не е необходим за гледане на видео или употреба на какъвто и да е друг вид уеб съдържание“, както и че „нови стандарти, разработени по време на мобилната ера, като HTML5, ще победят“. 
Това поражда дебат сред уеб разработчиците, част от които предполагат, че докато HTML5 предоставя подобрена функционалност, би следвало да се взема предвид поддръжката на различните части на стандарта от различните браузъри, както и функционалните различия между HTML5 и Flash. В началото на ноември 2011 г. Adobe обявява, че спира бъдещата разработка на Flash за мобилни устройства и се пренасочва към разработката на инструменти, които използват HTML5. 

### Процес по стандартизация
Mozilla Foundation и Opera Software представят официално становище на семинар на World Wide Web Consortium (W3C) през юни 2004 г., като се фокусират върху идеята за разработването на технологии, които са обратно съвместими с вече съществуващите браузъри, както и първоначални спецификации на стандарта „Web Forms 2.0“. Семинарът приключва с гласуване 8 за и 14 против продължаването на работата върху HTML. Непосредствено след това се учредява WHATWG, който започва работа върху становището на Mozilla Foundation и Opera Software, а паралелно с това и върху проекта Web Applications 1.0. На по-късен етап двата проекта биват слети, което поставя рамките на HTML5. Спецификацията на HTML5 бива приета за отправна точка, върху която W3C започва работа за изграждането на нов HTML стандарт през 2007 г.
2008 – Първа публична работна чернова
WHATWG публикува първа публична работна чернова на спецификацията на 22 януари 2008 г. Части от HTML5 биват имплементирани в някои браузъри, въпреки че цялостно спецификацията не е достигнала статут на официално завършена и „препоръчана за употреба“.
2011 – Последно повикване
На 14 февруари 2011 г. W3C разширява хартата на работната група по HTML с конкретни цели за HTML5. През май 2011 г. екипът довежда HTML5 до етап „Последно повикване“ – покана към общности в и извън W3C да потвърдят техническата обоснованост на спецификацията. W3C разработва възприемчив тестов пакет, чрез който да успеят да достигнат до широка съвместимост на пълната спецификация през 2014 г., която е посочена като дата за етап „Препоръчан“. През януари 2011 г. WHATWG преименува стандарта „HTML5“ в „HTML“. Въпреки това, W3C продължава проекта си по издаване на стандарт HTML5.
2012 – Candidate Recommendation
През юли 2012 г. WHATWG и W3C прекратяват съвместната си работа. W3C продължава работа по спецификацията на HTML5, фокусирайки се върху окончателна версия на стандарта, която според WHATWG е смятана за „моментно отражение". WHATWG от своя страна възприемат подхода за разработка на постоянно развиващ се стандарт. Концепцията за постоянно развиващия се стандарт залага идеята, че той никога не е завършен и съответно постоянно бива подобряван и обновяван. Нови функционалности могат да бъдат добавяни, но не и премахвани.

## Особености

### Markup
HTML5 представя много нови елементи и атрибути, които ще се отразят доста на „модерния уеб сайт“. Някои от тях са заместители на добре познатите и много използвани тагове <div> или <span>, <nav>, <footer>, или <audio> и <video> вместо <object>. Някои елементи от HTML 4.0 са премахнати, например <font> и <center>. Ефектите им се достигат благодарение на CSS (Cascading Style Sheet).
HTML5 вече не е базиран на SGML, въпреки малката прилика. HTML5 обаче е създаден да бъде съвместим с общия набор от по-стари версии на HTML. Той има хедър, който изглежда като на SGML <!DOCTYPE html>.

### Нов приложно-програмен интерфейс (APIs)
HTML5 включва нови (APIs) като:
- Canvas елемент за 2D рисуване
- Възпроизвеждане на мултимедия
- Офлайн съхранение на база от данни (офлайн уеб приложения)
- Влачене (Drag-and-Drop)
- Cross-document съобщения
- Управление на историята в браузъра
- MIME type
- Microdata
- Геолокация
- Уеб SQL база от данни, локална база от данни
- WebSimpleDB

### XHTML5 (XML-представен HTML5)
XML документите трябва да бъдат обслужени от XML интернет медия тип (често наричан „MIME“) като application/xhtml+xml или application/xml, и трябва да отговарят на стриктен и добре оформен XML синтаксис. XHTML5 е просто XML-представени HTML5 данни (напр. без каквито и да е незатворени тагове), изпратени с един от XML медия типовете. HTML, който е написан да отговаря както на HTML, така и на XHTML стандартите, и който след това ще даде като резултат едно и също DOM дърво, независимо дали ще бъде изпълнен като HTML или XML се нарича „polyglot markup“.

### Обработка на грешките
HTML5 е проектиран така, че старите браузъри да могат да игнорират новите HTML5 конструкции. За разлика от HTML 4.01, новата HTML5 спецификация задава ясни правила за обработка и анализ, с цел да осигури един и същи резултат от различните по съвместимост браузъри в случай на неправилен синтаксис. Въпреки че HTML5 въвежда съвместимост с документите с неправилен синтаксис (т. нар. „tag soup“ документи), тези документи се определят като неотговарящи на HTML5 стандарта.

### Популярност
Според доклад, публикуван на 30 септември 2011 г., 34 от световните топ 100 уеб-страници са използвали HTML5 – приемственост водена от търсачките и социалните мрежи. Друг доклад, публикуван през август 2013 г. показва, че 153 от 500-те най-големи компании в света (Форчън Глобал 500) използват HTML5 за техните корпоративни уеб-страници.
Към 2014 г., HTML5 е поне частично поддържан от най-популярните софтуерни компоненти за визуализиране на форматирано съдържание („layout engine“).

### Разлики с HTML 4.01 и XHTML 1.x
Написаното по-долу е кратък списък на разликите, подкрепен с някои конкретни примери.
- Нови правила при анализа: ориентиран към гъвкави анализ и съвместимост; не се базира на SGML
- Възможност за използване на SVG и MathML в text/html
- Нови елементи: article, aside, audio, bdi, canvas, command, data, datalist, details, embed, figcaption, figure, footer, header, keygen, mark, meter, nav, output, progress, rp, rt, ruby, section, source, summary, time, track, video, wbr
- Нови типове елементи за управление: dates and times, email, url, search, number, range, tel, color
- Нови атрибути: charset (за meta), async (за script)
- Глобални атрибути (които могат да бъдат използвани за всеки елемент): id, tabindex, hidden, data-* (потребителски атрибути за данни)
- Остарелите елементи ще бъдат премахнати изцяло: acronym, applet, basefont, big, center, dir, font, frame, frameset, isindex, noframes, strike, tt

Сайтът dev.w3.org предоставя последната версия на статията HTML5 differences from HTML 4, в която можете да намерите пълен списък на всички премахвания, допълнения и изменения между HTML5 и HTML4.

## Логото на HTML5
На 18 януари 2011 г. W3C представя логото, с което ще се познава HTML5. Когато първоначално е представено пред обществеността, W3C обявява логото на HTML5 като „визуална идентичност за широк набор от уеб технологии, включващи HTML5, CSS, SVG, WOFF“.